# Eduard Strasburger

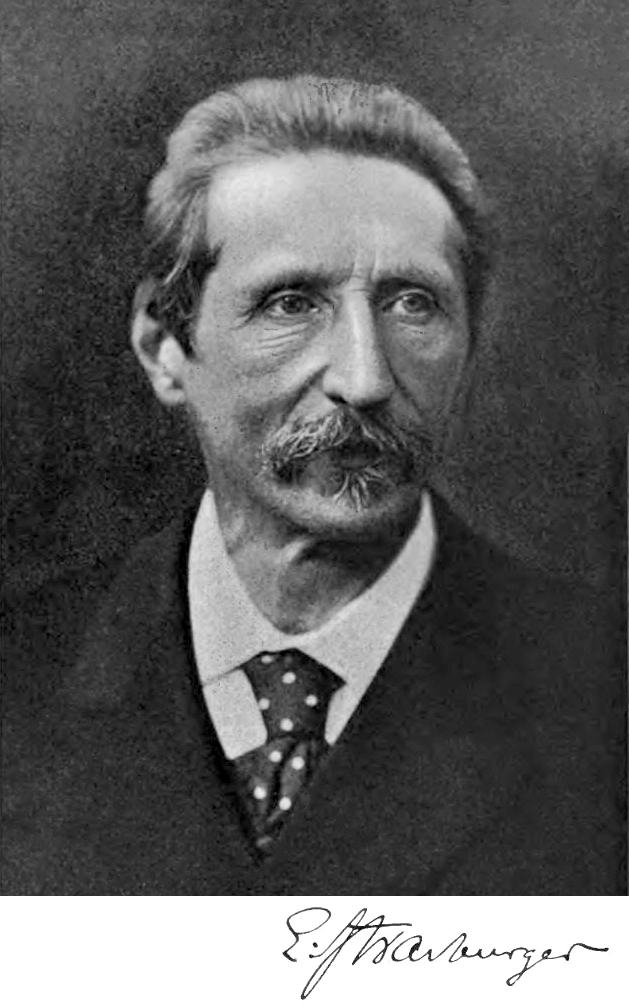
Eduard Strasburger um 1908

Eduard Adolf Strasburger (* 1. Februar 1844 in Warschau; † 18. Mai 1912 in Bonn) war ein deutscher Botaniker aus Russisch-Polen. Er entdeckte die Mitose bei Pflanzen und ist einer der wichtigsten Botaniker der 19. Jahrhunderts. Sein offizielles botanisches Autorenkürzel lautet „Strasb.“

## Leben
Geboren als Sohn des Kaufmanns und Besitzers der Königlichen Konditorei in Warschau Eduard Gottlieb (Bogumil) Strasburger (1803–1874) und dessen Frau Anna Karoline von Schütz, besuchte er zunächst das Gymnasium in Warschau. Sein Biologie-Studium absolvierte er von 1862 bis 1864 in Paris und anschließend in Bonn. Nach dem Tod seines akademischen Lehrers Hermann Schacht wurde er noch 1864 Assistent in Jena. 1866 promovierte er an der Jenaer Universität und zwei Jahre später (1868) erfolgte bei Henryk Fryderyk Hoyer seine Habilitation in Warschau.
1869 nahm er den Ruf an die Universität Jena an, wo er zunächst außerordentlicher Professor, ab 1871 dann Ordinarius für Botanik war. 1880 wurde er auf den Botanik-Lehrstuhl der Universität Bonn berufen. 1891/92 war er Rektor der Universität. Seinen Lehrstuhl in Bonn behielt er bis zu seinem Tod im Jahre 1912.
Strasburger entdeckte (zusammen mit Walther Flemming, 1843–1905) die Teilung des pflanzlichen Zellkerns (1875) und lieferte grundlegende Erkenntnisse durch seine Untersuchungen über „Bau und Verrichtung der Leitungsbahnen“, erschienen 1891. Zusammen mit seinen drei Kollegen Fritz Noll, Heinrich Schenck und Andreas Franz Wilhelm Schimper begründete er den „Strasburger“, in Fachkreisen als „Bonner Lehrbuch“ oder auch als „Viermännerbuch“ bekannt (Erstauflage 1894), das noch heute als Standardlehrbuch der Botanik gilt.

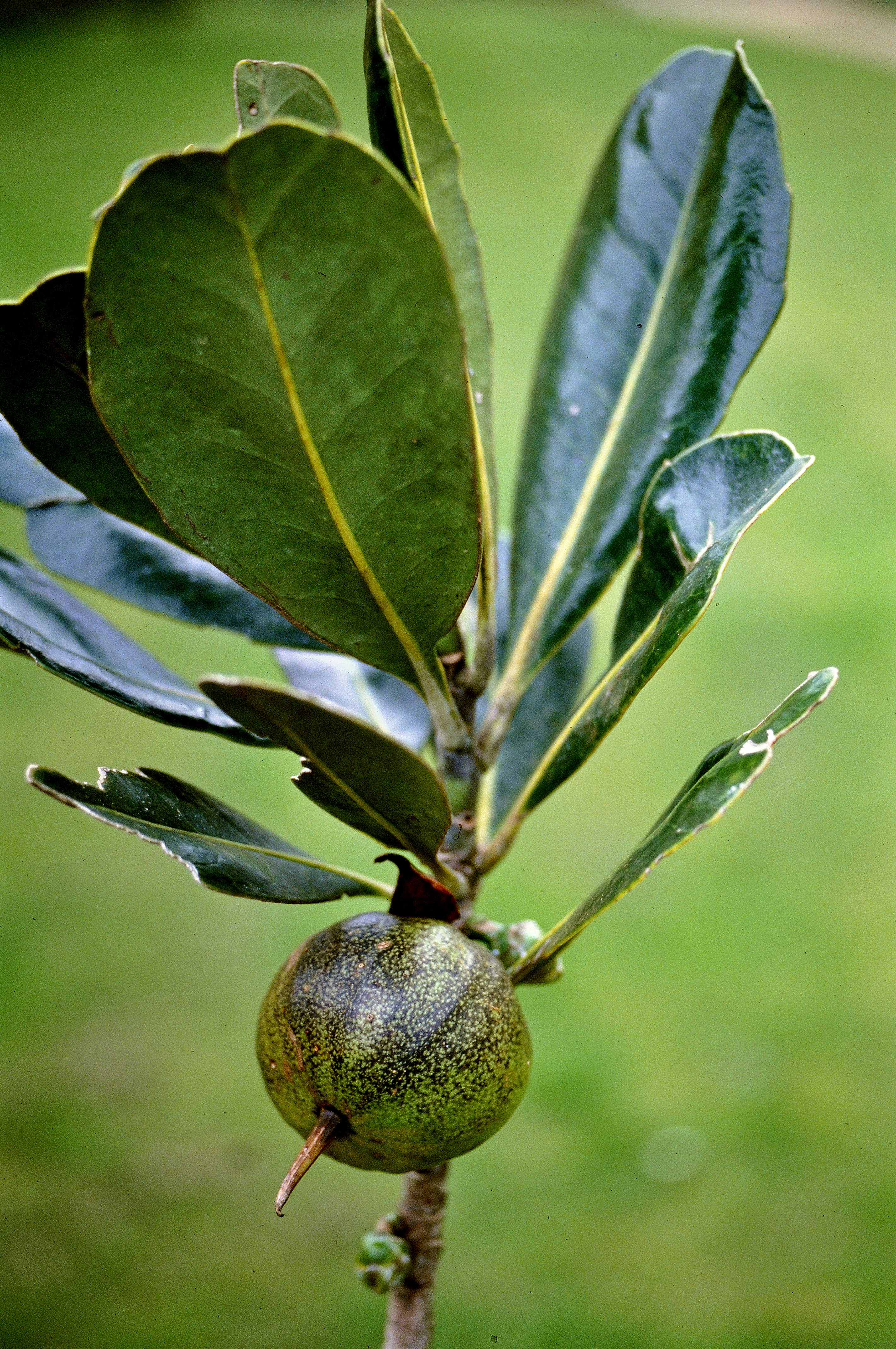
Strasburgeria robusta aus Neukaledonien ist eine eigene Pflanzenfamilie Strasburgeriaceae – das Foto entstand 1992 am alten Wirkungsort von Eduard Strasburger im Botanischen Institut und Botanischen Garten der Universität Bonn

Im Jahr 1873 wurde er zum Mitglied der Leopoldina gewählt.
Im Jahr 1882 war Eduard Strasburger einer der Gründungsinitiatoren der Deutschen Botanischen Gesellschaft (DBG).
Am 26. November 1891 wurde Strasburger zum auswärtigen Mitglied der Royal Society gewählt. 1892 wurde er in die American Academy of Arts and Sciences gewählt, 1895 in die Académie royale des Sciences, des Lettres et des Beaux-Arts de Belgique, 1898 in die National Academy of Sciences und die Königlich Niederländische Akademie der Wissenschaften. 1905 wurde er mit der Linné-Medaille der Linnean Society of London ausgezeichnet. Ab 1889 war er korrespondierendes Mitglied der Preußischen, ab 1899 der Bayerischen Akademie der Wissenschaften, ab 1900 der Académie des sciences, ab 1910 der Russischen Akademie der Wissenschaften in Sankt Petersburg sowie ab 1909 Mitglied der Königlichen Gesellschaft der Wissenschaften in Uppsala. Unter Strasburgers Leitung wurde der Botanische Garten Bonn einer der bedeutendsten Botanischen Gärten Preußens.
Strasburger war mit der Pianistin Alexandra Julia („Alexandrine“) Wertheim (1847–1902, Tochter des Bankiers Julian Jakub („Julius“) Wertheim (1817–1901), Halbschwester des Klaviervirtuosen und Komponisten Carl Tausig), und Tante des Pianisten, Komponisten und Dirigenten Julius(z) Wertheim (1880–1928) verheiratet; das Paar hatte zwei Kinder (Anna und Julius). Sein Sohn war der Internist Julius Strasburger, ein Enkel war der Althistoriker Hermann Strasburger.

## Auszeichnungen

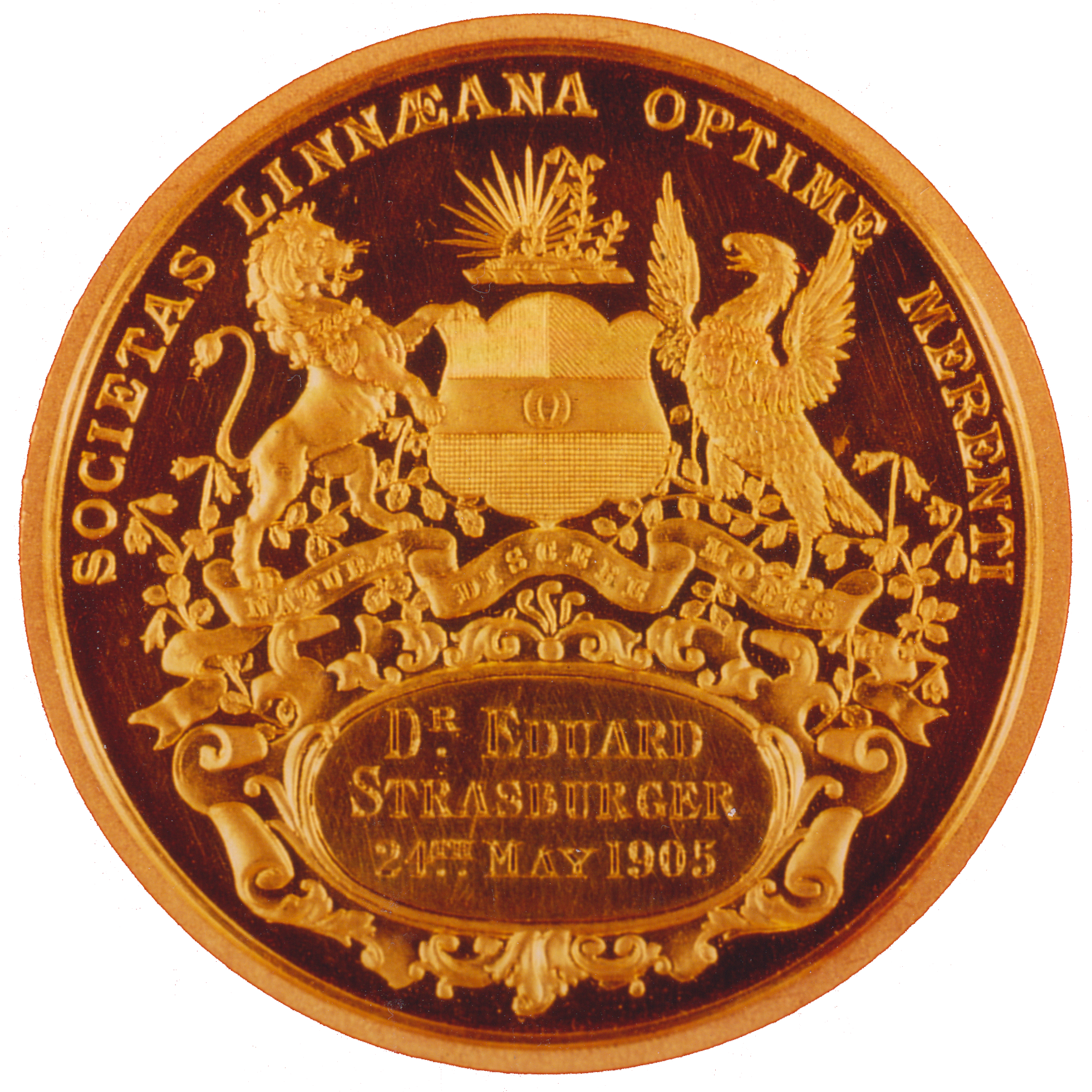
Linné-Medaille an Eduard Strasburger, 1905

Eduard Strasburger wurde 1905 mit der Linné-Medaille ausgezeichnet, die von der Linné-Gesellschaft jährlich an einen herausragenden Botaniker oder Zoologen vergeben wird. 1908 erhielt er darüber hinaus die hoch-renommierte Darwin-Wallace-Medaille (zusammen mit fünf anderen Wissenschaftlern, z. B. Ernst Haeckel), die für herausragende Fortschritte in der Evolutionsbiologie bis 2008 nur alle fünfzig Jahre vergeben wurde.
Nach Strasburger ist die Pflanzengattung Strasburgeria Baill. aus der Familie der Strasburgeriaceae benannt.

## Schriften
- Ueber Befruchtung und Zelltheilung. Leipzig 1878 (Digitalisat).
- Lehrbuch der Botanik für Hochschulen. Fischer, Jena 1894.
  - 4. Auflage ebenda 1900. Digitalisierte Ausgabe
  - 5. Auflage ebenda 1902. Digitalisierte Ausgabe
  - 8. Auflage ebenda 1906. (Digitalisat)
  - 21. Auflage, besorgt von Hans Fitting, Richard Harder, Hermann Sierp und Franz Firbas, ebenda 1942.
  - Joachim W. Kadereit et al.: Strasburger – Lehrbuch der Pflanzenwissenschaften. Springer Spektrum, 37., vollständig überarbeitete und aktualisierte Auflage. Berlin/Heidelberg 2014, ISBN 978-3-642-54434-7 (Print); ISBN 978-3-642-54435-4 (E-Book).
- Das kleine botanische Practicum für Anfänger. Anleitung zum Selbststudium der mikroskopischen Botanik und Einführung in die mikroskopische Technik. 4. Auflage. Fischer, Jena 1900. Digitalisierte Ausgabe.
- Anlage des Embryosackes und Prothalliumbildung bei der Eibe nebst anschliessenden Erörterungen. In: Denkschriften der Medizinisch-Naturwissenschaftlichen Gesellschaft zu Jena, 11, (= Festschrift zum siebzigsten Geburtstage von Ernst Haeckel, Herausgegeben von seinen Schülern und Freunden), Fischer, Jena 1904, S. 1–16 (Digitalisat)